# 柚子ペパーミント
『柚子ペパーミント』（ゆずこペパーミント）は、原作：佐藤大、作画：ゴツボ☆マサルによる日本の漫画作品。『ヤングガンガン』（スクウェア・エニックス）2008年11号から2011年21号まで連載された。単行本は全8巻。

## 概要
漫画版『ライオン丸G』の2人による新作。サスペンス・ギャグ・バイオレンスを織り交ぜたアクション漫画。
2010年4月21日にグッドスマイルカンパニーから、主人公・早川柚子のフィギュアが発売された（オリジナルドラマCDおよびブックレット同梱）。

## あらすじ
早川柚子は9年前に、家族を何者かに殺害されてしまう。そして、たった一人の身寄りだった祖母が、柚子に花カルタを託し、この世を去る。その花カルタを狙って柚子を付け狙う謎の集団「MDD団」の一員が自身の家族を殺した犯人と知る。時を同じくして、大規模な地震が世界を襲った。すべての因果が繋がるとき、柚子に眠る力”ペパーミント”が覚醒した。

## 登場人物と武装
※声優はドラマCD版のものである。

### 主要人物
早川 柚子（はやかわ ゆずこ）（声：能登麻美子）
一人ぼっちのペパーミント系ハンマー女子高生。ストレート長髪に貧乳。MDD団が家族を殺した犯人と知ってからは、彼らへの復讐を決意する。あまり感情を表に出さないクールな性格の持ち主だが、MDD団の前では容赦がない。
不知火（しらぬひ）
やればできるハンマーの子。最近、魔魔改造された？
セーラー服
常備服。
スパッツ
パンチラ対策。
ハッサク 五郎（ハッサク ごろう） / 寿 五郎（ことぶき ごろう）<旧名>（声：岡本信彦）
武道館ライブ夢見るバスジャック未遂したパンク系「普通かそれ以下」ロッカー。柚子の復讐の旅に巻き込まれる。小物キャラ。よく気絶するが、心臓を患ってしまったことが原因と思われる。実は背中に花カルタの刺青がある。奏でる音楽は途方がなく下手。なのに演奏すれば異常な双子の殺人鬼などが涙がでるほど感動し賞賛する。
メロディ・メーカー（ギター）寿スペシャル改めハッサクスペシャル
やるせない音を奏でる。
三種の神器（三日月ハット、ヒーローマフラー、トゲトゲリストバンド）
反骨精神。アイディンティティー。
心のナイフ
地震の際に紛失。
ナツミ&カンミ（声：豊崎愛生）
ゴゴン系電波狂信双子その1とその2。手に巻いた包帯を操り、ドリルの様な武器に変える。柚子と闘ったが敗北してから妹的キャラとして柚子の旅にお供する。両者の足の裏に花カルタの刺青がある。
ゴゴン
ナツミ&カンミが仕える万物神人造生物王。心は広いが顔が何故かムカつく。
ポンカン（声：保村真）
独眼の警察官だったが、地震後は本人曰く「俺サイコー裁判官」の裁くためなら手段を選ばない熱血漢。柳に騙され、バスジャック犯ハッサクを追跡していた。柚子との闘いで敗北したが、サイボーグに改造され復活した。右目に眼帯をしている。また、左腕を失っていたが、MDD団の科学者・ドクター菖蒲により機械製の腕がつけられた。超人並みの力を有する。
ヘリの吉田くん（声：中尾衣里）
ポンカンのパートナーであるAIを搭載したしゃべるヘリコプター。地震後は、ポンカンの名前をちゃんと発音できなくなったらしい。MDD団のミサイルに破壊されたが「ヘリの吉田くんマークII」に超絶進化し復活した。手先は器用。

### MDD団
キリ孔雀
トゲトゲ系MDD団の首領。
柳 粕（やなぎ かす）（声：浅沼晋太郎）
紅葉にぞっこんな七三系パシリ役。名の通りの「カス」。
揺るがない七三分け
未だ揺るがない。
人当たりの良さ
大概の人間は引く。
紅葉 青（もみじ あお）（声：野田順子）
元ヤン系ショットガン女。関西弁を喋る。胸に花カルタの刺青がある。初めて人を殺したのは16歳の時だった。
ショットガン
これ以上の重量を持ったことがないらしい。
着物
露出度が高い。
柳
コンビニよりも便利。
早川 椒（はやかわ しょう）（声：寺島拓篤）
メガネ系柚子'sお兄ちゃん。柚子から死んだと思われていたが、実は生きていた。柚子の両親を殺した張本人。
吹雪 桜（ふぶき さくら）（声：名塚佳織）
チェリーブロッサム系吸血女子高生。椒に思いを寄せるが、彼が思う妹の柚子に激しい嫉妬を抱き、彼女に戦いを挑む。
木ノ下くん
当代きっての名工によるワンオフ（本人談）。
制服&ニーソックス
何人ものMDD団員が犠牲に。
ドクター菖蒲（ドクターあやめ）
MDD団の科学者。改造好きのマッドサイエンティスト。
作者曰く「何を考えているのかわからない顔にしようと思ったら、どこを見ているのかわからない顔になった」とのこと。
時鳥（ほととぎす）
カイゼル系常識人。
松どん（まつどん） / 松（まつ）
ゴワス系おいどん男。
梅（うめ）
沈黙系僧侶もどき。
燕（つばめ）
ハーレム系正太郎。

### 南極（難局）観測隊
アマガミ隊員
何故か後頭部に、地震後に出現したミステリーサークルと同じ形をした禿がある（本人は気づいてない）男。暇なあまり、ブログを更新しまくったり、萌え系のTシャツを作ったりしている。
タテヤマ隊員
頭が不毛の極北な独身男。暇なあまり、美少女（？）フィギィアを作り出す。
カガワラ隊員
メガネをかけている。パソコンに精通し、ハッキングができる。趣味は同人誌。
Mr.X（ミスター・エックス）
ペンギン。アマガミたちがやろうとしてルールを把握できなかった花カルタを随意研究中。

## 書誌情報
- 柚子ペパーミント 1 ISBN 978-4-7575-2409-5 （2008年10月25日初版）
- 柚子ペパーミント 2 ISBN 978-4-7575-2570-2 （2009年10月22日初版）
- 柚子ペパーミント 3 ISBN 978-4-7575-2831-4 （2010年3月25日初版）
- 柚子ペパーミント 4 ISBN 978-4-7575-2863-5 （2010年4月24日初版）
- 柚子ペパーミント 5 ISBN 978-4-7575-3007-2 （2010年10月25日初版）
- 柚子ペパーミント 6 ISBN 978-4-7575-3174-1 （2011年3月25日初版）
- 柚子ペパーミント 7 ISBN 978-4-7575-3300-4 （2011年7月25日初版）
- 柚子ペパーミント 8 ISBN 978-4-7575-3487-2 （2012年1月25日初版）